# African-Express-Airways-Flug 711
Der African-Express-Airways-Flug 711 war ein Charterflug der African Express Airways am 4. Mai 2020 vom Flughafen Mogadischu zum Flugplatz Berdale mit einem Zwischenstopp auf dem Flughafen Baidoa. Auf diesem Flug verunglückte eine Embraer EMB 120RT Brasilia kurz vor der Landung auf dem Zielflugplatz. Dabei kamen alle sechs Personen an Bord ums Leben.

## Flugzeug
Das betroffene Flugzeug war eine 1992 gebaute Embraer EMB 120RT Brasilia mit der Werknummer 120259. Die Maschine war zunächst mit dem Luftfahrzeugkennzeichen PT-SUF auf den Hersteller zugelassen worden. Am 27. März 1992 wurde die Maschine mit dem Kennzeichen N267CA zugelassen und ging bei der Comair in Betrieb, ehe sie 2005 ausgesondert und auf dem McLauglin Field in Hot Springs, Arkansas, eingelagert wurde. Am 27. November 2007 wurde die Maschine aus dem Zulassungsregister gestrichen und nach Kenia exportiert. Im Februar 2008 wurde sie mit dem Luftfahrzeugkennzeichen 5Y-BVN auf die Imatong Airlines zugelassen, später ging sie mit dem Kennzeichen TR-LGE bei einem unbekannten Betreiber in Betrieb. Am 17. April 2013 übernahm die African Express Airways die Maschine, ließ sie mit dem Luftfahrzeugkennzeichen 5Y-AXO zu und gab ihr den Taufnamen Liboi. Das zweimotorige Kurzstreckenflugzeug war mit einer Druckkabine und zwei Turboproptriebwerken vom Typ Pratt & Whitney PW118A ausgerüstet.

## Insassen, Fracht und Flugzweck
An Bord der Maschine befanden sich ein Flugkapitän, ein Erster Offizier, ein Flugingenieur, ein auszubildender Pilot und zwei Mitarbeiter der Fluggesellschaft. Von den Insassen hatten drei Personen die kenianische und zwei die somalische Staatsbürgerschaft. Das Flugzeug, mit dem ein Charter-Frachtflug geflogen wurde, hatte Moskitonetze und medizinische Güter, darunter auch solche zur Bekämpfung der COVID-19-Pandemie in Somalia geladen. Die Fluggesellschaft hatte für die Durchführung des Fluges eine eintägige Sondergenehmigung für den Überflug und die Landung von der somalischen Zivilluftfahrtbehörde erhalten. 

## Unfallhergang
Die Maschine war am 4. Mai 2020 in Mogadischu gestartet und in Baidoa zwischengelandet. Als sie sich gegen 15:45 Uhr Ortszeit im Anflug auf Berdale in einer Höhe von 2200 Fuß über dem Meeresspiegel, drei Minuten vor der Landung und drei nautische Meilen vom Zielflughafen entfernt befand, wurde die Maschine durch ein Objekt getroffen, das laut Augenzeugen aussah wie eine Flugabwehrrakete. Die Kontrolle über die Maschine ging verloren und die Embraer stürzte zu Boden, wobei sie komplett zerstört und alle sechs Insassen an Bord getötet wurden.

## Ursache
Nach dem Absturz erklärte die Friedenstruppe der Afrikanischen Union Mission der Afrikanischen Union in Somalia (AMISOM), die im Somalischen Bürgerkrieg die al-Shabaab-Miliz bekämpft, dass ihr unterstehende äthiopische Truppen die Maschine mit einer Flugabwehrkanone des Typs SU-23 abgeschossen hatten. Die Truppe begründete den Abschuss damit, dass in Berdale keine Information über das bevorstehende Eintreffen der Maschine bestanden hätte, dass das Flugzeug den Flugplatz aus der entgegengesetzten Richtung als der üblichen angeflogen hatte und dass es tiefer geflogen war als üblich. Nachdem die Maschine zuvor über dem Flugplatz durchgestartet war, befürchteten die Soldaten, an Bord befände sich ein Selbstmordattentäter, der nach einem Angriffsziel suchte, und sie hätten die Maschine deswegen abgeschossen.